# یوگاویل (ویرجینیا)
یوگاویل (به انگلیسی: Yogaville) یک منطقهٔ مسکونی در ایالات متحده آمریکا است که در شهرستان باکینگهام، ویرجینیا واقع شده‌است. یوگاویل ۲۲۶ نفر جمعیت دارد.